# Partido da Ação Democrática (Bósnia e Herzegovina)
O Partido da Acção Democrática (em bósnio: Stranka demokratske akcije, SDA) é um partido político da Bósnia e Herzegovina.
O SDA foi fundado em 1990, por ex-membros de grupos opositores à Jugoslávia comunista, de tendência islâmica.
Historicamente, o partido é, amplamente, apoiado pela comunidade muçulmana da Bósnia e Herzegovina, seguindo uma linha próxima do conservadorismo e do nacionalismo bosníacos.
O partido é, actualmente, liderado por Bakir Izetbegovic, e, a nível internacional, é observador do Partido Popular Europeu e membro da União Internacional Democrata.

## Resultados eleitorais

### Eleições presidenciais

#### Comunidade bosníaca
| Data | Candidato         | Votos   | %          |
| ---- | ----------------- | ------- | ---------- |
| 1996 | Alija Izetbegović | 730 592 | 81,0 (1.º) |
| 1998 | Alija Izetbegović | 511 541 | 86,8 (1.º) |
| 2002 | Sulejman Tihic    | 192 661 | 37,3 (1.º) |
| 2006 | Suljeman Tihic    | 153 683 | 27,5 (2.º) |
| 2010 | Bakir Izetbegović | 162 831 | 34,9 (1.º) |
| 2014 | Bakir Izetbegović | 247 235 | 32,9 (1.º) |

### Eleições legislativas

#### Câmara dos Representantes
| Data | Votos   | %          | +/-  | Deputados | +/- | Status  | Aliança                                      |
| ---- | ------- | ---------- | ---- | --------- | --- | ------- | -------------------------------------------- |
| 1996 | 899 970 | 37,5 (1.º) |      | 19 / 42   |     | Governo |                                              |
| 1998 | 583 895 | 37,4 (1.º) | 0,1  | 17 / 42   | 2   | Governo | Coligação por uma Bósnia Unida e Democrática |
| 2000 | 279 548 | 17,3 (1.º) | 20,1 | 8 / 42    | 9   | Governo |                                              |
| 2002 | 269 427 | 23,7 (1.º) | 6,4  | 10 / 42   | 2   | Governo |                                              |
| 2006 |         | 16,9 (2.º) | 6,8  | 9 / 42    | 1   | Governo |                                              |
| 2010 | 214 261 | 13,1 (3.º) | 3,8  | 7 / 42    | 2   | Governo |                                              |
| 2014 | 305 715 | 18,7 (1.º) | 5,6  | 10 / 42   | 3   | Governo |                                              |

#### Federação da Bósnia e Herzegovina
| Data | Votos   | %          | +/-  | Deputados | +/- | Status   | Aliança                                      |
| ---- | ------- | ---------- | ---- | --------- | --- | -------- | -------------------------------------------- |
| 1996 | 725 810 | 54,3 (1.º) |      | 78 / 140  |     | Governo  |                                              |
| 1998 | 456 458 | 49,2 (1.º) | 5,1  | 68 / 140  | 10  | Governo  | Coligação por uma Bósnia Unida e Democrática |
| 2000 | 232 674 | 26,8 (1.º) | 22,4 | 38 / 89   | 30  | Governo  |                                              |
| 2002 | 234 923 | 33,6 (1.º) | 6,8  | 32 / 98   | 6   | Governo  |                                              |
| 2006 | 218 365 |            |      | 28 / 98   | 4   | Governo  |                                              |
| 2010 | 206 926 | 20,2 (2.º) |      | 23 / 98   | 5   | Oposição |                                              |
| 2014 | 275 728 | 27,8 (1.º) | 7,6  | 29 / 98   | 6   | Governo  |                                              |

#### República Sérvia
| Data | Votos   | %          | +/- | Deputados | +/-     | Status   | Aliança                                      |
| ---- | ------- | ---------- | --- | --------- | ------- | -------- | -------------------------------------------- |
| 1996 | 177 388 | 16,3 (2.º) |     | 14 / 83   |         | Oposição |                                              |
| 1998 | 125 546 | 16,9 (2.º) | 0,6 | 15 / 83   | 1       | Oposição | Coligação por uma Bósnia Unida e Democrática |
| 2000 | 47 379  | 7,6 (4.º)  | 9,3 | 6 / 81    | 9       | Oposição |                                              |
| 2002 | 36 212  | 7,1 (4.º)  | 0,5 | 6 / 89    | Estável | Oposição |                                              |
| 2006 |         | 3,4 (7.º)  | 3,7 | 3 / 87    | 3       | Oposição |                                              |
| 2010 | 19 207  | 3,1 (8.º)  | 0,3 | 3 / 86    | Estável | Oposição |                                              |
| 2014 | 34 583  | 5,2 (4.º)  | 2,1 | 4 / 83    | 2       | Oposição | Coligação País                               |